# Muzeum Ziemi Wronieckiej we Wronkach
Muzeum Ziemi Wronieckiej we Wronkach – muzeum z siedzibą we Wronkach. Placówka jest miejską jednostką organizacyjną, działającą w ramach Wroneckiego Ośrodka Kultury. Jego siedzibą jest budynek dawnego spichlerza, pochodzący z XIX wieku. 
Idea powstania muzeum we Wronkach sięga 1979 roku i narodziła się w kręgach Towarzystwa Miłośników Ziemi Wronieckiej z okazji 700-lecia miasta. Dwa lata później podjęto działania, mające na celu pozyskanie na ten cel budynku spichlerza przy ul. Szkolnej, będącego własnością gmina Wronki. Po uregulowaniu kwestii prawnych, w latach 1986-1991 przeprowadzono remont obiektu, który - oprócz muzeum - jest również siedzibą Biblioteki Publicznej. Samo muzeum zostało otwarte w sierpniu 1993 roku. Do 2012 roku placówka funkcjonowała jako Muzeum Regionalne we Wronkach.
Ekspozycja muzealna zajmuje dwa piętra budynku. Na pierwszym piętrze prezentowane są następujące wystawy:
- archeologiczna, zawierająca eksponaty kultury łużyckiej, pochodzące z samych Wronek (cmentarzysko ciałopalne na terenie os. Borki) oraz z okolic miasta (znaleziska m.in. z Głuchowa, Stróżek i Wartosławia),
- historyczna, zawierająca pamiątki pochodzące z XIX i XX wieku, ukazujące dzieje miasta i jego życie społeczne (organizacje i stowarzyszenia, rzemiosło, pamiątki z okresu powstania wielkopolskiego i II wojny światowej).

Na drugim piętrze ulokowane zostały ekspozycje:
- przyrodnicza, ukazująca faunę Puszczy Noteckiej, powstała we współpracy z lokalnym Kołem Łowieckim „Wrona”,
- etnograficzna, na którą składają się dawne przedmioty codziennego użytku, narzędzia rolnicze i wyposażenie warsztatów rzemieślniczych.

Na klatce schodowej umiejscowiono wystawę prac malarskich takich artystów jak: Eugeniusz Ćwirlej, Stanisław Babczyński, Witold Konieczny, Marek Kropaczewski czy Tomasz Siwiński. Natomiast na muzealnym dziedzińcu znajduje się drewniana rzeźba Przemysła II, autorstwa artysty ludowego  Eugeniusza Tacika z Binina.
Muzeum jest obiektem całorocznym, czynnym w dni robocze.